# The Day Before You Came
The Day Before You Came is een nummer van de Zweedse popgroep ABBA. Het nummer is afkomstig van hun compilatiealbum The Singles: The First Ten Years. Van dit album werd The Day Before You Came uitgegeven als eerste single. Op 18 oktober 1982 werd het nummer eerst in Europa op single uitgebracht. In november volgden Australië, Nieuw-Zeeland, Japan, de VS en Camada. In 1983 volgde nog Mexico. Op 23 november 1999 werd het nummer op cd-single uitgebracht.

## Achtergrond
Na het album The Visitors uit 1981 namen Björn Ulvaeus en Benny Andersson wat tijd om te werken aan nieuw materiaal. Rond dezelfde tijd begonnen ze met het maken van hun eerste musical, Chess, in samenwerking met Tim Rice. Ondertussen begonnen Agnetha Fältskog en Anni-Frid Lyngstad alle twee een solocarrière.
De groep keerde terug naar de Polar Studio's in de zomer van 1982 om nummers op te nemen voor een nieuw album. The Day Before You Came was een van de zes nieuwe nummers die werden opgenomen. Uiteindelijk kwamen slechts twee van deze nummers uit op single, met twee andere singles op de B-kant. De andere twee (I Am the City en Just Like That) werden niet uitgebracht (I Am the City verscheen wel op de cd More ABBA Gold).
The Day Before You Came had als werktitel The Suffering Bird. Behalve de zang van Fältskog en een solo van Lyngstad, waren de enige instrumenten gebruikt in het nummer een synthesizer met drummachine van Andersson, een akoestische gitaar van Ulvaeus en een snaardrum van Åke Sundqvist.
Het nummer heeft een sombere melodie met weinig variatie, waarmee het contrasteert met de meeste andere nummers van ABBA. Het was het laatste nummer dat ABBA opnam in een studio tot 2018.
De plaat werd een wereldwijde hit en behaalde in ABBA's thuisland Zweden de 3e positie. In Finland werd zelfs de nummer 1-positie behaald. In Argentinië werd de 6e positie bereikt, Bolivia de 9e, Australië de 48e, Duitsland en Canada de 5e, Oostenrijk de 16e, Zwitserland de 4e, Ierland de 12e en in het Verenigd Koninkrijk de 32e positie in de UK Singles Chart.
In Nederland was de plaat op vrijdag 22 oktober 1982 Veronica Alarmschijf op Hilversum 3 en werd een gigantische hit in de destijds drie landelijke hitlijsten op de nationale publieke popzender. De plaat bereikte de 3e positie in zowel de Nederlandse Top 40, Nationale Hitparade als de TROS Top 50. In de Europese hitlijst op Hilversum 3, de TROS Europarade, werd de 2e positie behaald.
In België bereikte de plaat de 3e positie in zowel de voorloper van de Vlaamse Ultratop 50 als de Vlaamse Radio 2 Top 30. In Wallonië werd géén notering behaald. 
Sinds de allereerste editie in december 1999 staat de plaat onafgebroken genoteerd in de jaarlijkse NPO Radio 2 Top 2000 van de Nederlandse publieke radiozender NPO Radio 2, met als hoogste notering een 44e positie in 2007.

## Tekst
De tekst gaat over het vroegere leven van een eenzame vrouw met een saaie kantoorbaan, net voordat ze haar geliefde ontmoette. Ze was ongelukkig, zonder dat ze dit zelf besefte. Vervolgens wordt door de verwijzingen naar het heden de indruk gewekt dat haar relatie intussen alweer voorbij is en ze weer terug is bij af. Er zijn echter ook andere interpretaties mogelijk; zo zou de tekst volgens sommigen kunnen gaan over een vrouw die haar geliefde heeft vermoord, of die zelf op het punt staat te overlijden.

## Hitnoteringen

### Nederlandse Top 40
| The Day Before You Came in de Nederlandse Top 40 - binnen: 30 oktober 1982 | The Day Before You Came in de Nederlandse Top 40 - binnen: 30 oktober 1982 | The Day Before You Came in de Nederlandse Top 40 - binnen: 30 oktober 1982 | The Day Before You Came in de Nederlandse Top 40 - binnen: 30 oktober 1982 | The Day Before You Came in de Nederlandse Top 40 - binnen: 30 oktober 1982 | The Day Before You Came in de Nederlandse Top 40 - binnen: 30 oktober 1982 | The Day Before You Came in de Nederlandse Top 40 - binnen: 30 oktober 1982 | The Day Before You Came in de Nederlandse Top 40 - binnen: 30 oktober 1982 | The Day Before You Came in de Nederlandse Top 40 - binnen: 30 oktober 1982 |
| Week                                                                       | 1                                                                          | 2                                                                          | 3                                                                          | 4                                                                          | 5                                                                          | 6                                                                          | 7                                                                          |                                                                            |
| -------------------------------------------------------------------------- | -------------------------------------------------------------------------- | -------------------------------------------------------------------------- | -------------------------------------------------------------------------- | -------------------------------------------------------------------------- | -------------------------------------------------------------------------- | -------------------------------------------------------------------------- | -------------------------------------------------------------------------- | -------------------------------------------------------------------------- |
| Nummer                                                                     | 17                                                                         | 5                                                                          | 3                                                                          | 3                                                                          | 8                                                                          | 16                                                                         | 38                                                                         | uit                                                                        |

### Nationale Hitparade
| The Day Before You Came in de Nationale Hitparade - binnen: 30 oktober 1982 | The Day Before You Came in de Nationale Hitparade - binnen: 30 oktober 1982 | The Day Before You Came in de Nationale Hitparade - binnen: 30 oktober 1982 | The Day Before You Came in de Nationale Hitparade - binnen: 30 oktober 1982 | The Day Before You Came in de Nationale Hitparade - binnen: 30 oktober 1982 | The Day Before You Came in de Nationale Hitparade - binnen: 30 oktober 1982 | The Day Before You Came in de Nationale Hitparade - binnen: 30 oktober 1982 | The Day Before You Came in de Nationale Hitparade - binnen: 30 oktober 1982 | The Day Before You Came in de Nationale Hitparade - binnen: 30 oktober 1982 | The Day Before You Came in de Nationale Hitparade - binnen: 30 oktober 1982 | The Day Before You Came in de Nationale Hitparade - binnen: 30 oktober 1982 | The Day Before You Came in de Nationale Hitparade - binnen: 30 oktober 1982 | The Day Before You Came in de Nationale Hitparade - binnen: 30 oktober 1982 |
| Week                                                                        | 1                                                                           | 2                                                                           | 3                                                                           | 4                                                                           | 5                                                                           | 6                                                                           | 7                                                                           | 8                                                                           | 9                                                                           | 10                                                                          | 11                                                                          |                                                                             |
| --------------------------------------------------------------------------- | --------------------------------------------------------------------------- | --------------------------------------------------------------------------- | --------------------------------------------------------------------------- | --------------------------------------------------------------------------- | --------------------------------------------------------------------------- | --------------------------------------------------------------------------- | --------------------------------------------------------------------------- | --------------------------------------------------------------------------- | --------------------------------------------------------------------------- | --------------------------------------------------------------------------- | --------------------------------------------------------------------------- | --------------------------------------------------------------------------- |
| Nummer                                                                      | 21                                                                          | 3                                                                           | 3                                                                           | 4                                                                           | 5                                                                           | 8                                                                           | 16                                                                          | 25                                                                          | 28                                                                          | 34                                                                          | 49                                                                          | uit                                                                         |

### TROS Top 50
Hitnotering: 28-10-1982 (binnen op #18) t/m 09-12-1982. Hoogste notering: #3 (2 weken).

### TROS Europarade
Hitnotering: 14-11-1982 t/m 16-01-1983. Hoogste notering: #2 (1 week).

### Evergreen Top 1000
| Evergreen Top 1000 "The Day Before You Come" | Evergreen Top 1000 "The Day Before You Come" | Evergreen Top 1000 "The Day Before You Come" | Evergreen Top 1000 "The Day Before You Come" | Evergreen Top 1000 "The Day Before You Come" | Evergreen Top 1000 "The Day Before You Come" | Evergreen Top 1000 "The Day Before You Come" | Evergreen Top 1000 "The Day Before You Come" | Evergreen Top 1000 "The Day Before You Come" | Evergreen Top 1000 "The Day Before You Come" | Evergreen Top 1000 "The Day Before You Come" | Evergreen Top 1000 "The Day Before You Come" | Evergreen Top 1000 "The Day Before You Come" | Evergreen Top 1000 "The Day Before You Come" | Evergreen Top 1000 "The Day Before You Come" | Evergreen Top 1000 "The Day Before You Come" | Evergreen Top 1000 "The Day Before You Come" |
| Jaar                                         | 2008                                         | 2009                                         | 2010                                         | 2011                                         | 2012                                         | 2013                                         | 2014                                         | 2015                                         | 2016                                         | 2017                                         | 2018                                         | 2019                                         | 2020                                         | 2021                                         | 2022                                         | 2023                                         |
| -------------------------------------------- | -------------------------------------------- | -------------------------------------------- | -------------------------------------------- | -------------------------------------------- | -------------------------------------------- | -------------------------------------------- | -------------------------------------------- | -------------------------------------------- | -------------------------------------------- | -------------------------------------------- | -------------------------------------------- | -------------------------------------------- | -------------------------------------------- | -------------------------------------------- | -------------------------------------------- | -------------------------------------------- |
| Positie                                      | -                                            | -                                            | -                                            | -                                            | 120                                          | 79                                           | -                                            | 89                                           | 86                                           | 56                                           | 39                                           | 62                                           | 63                                           | 67                                           | 72                                           | 81                                           |

### NPO Radio 2 Top 2000
| Nummer met noteringen in de NPO Radio 2 Top 2000 | '99 | '00 | '01 | '02 | '03 | '04 | '05 | '06 | '07 | '08 | '09 | '10 | '11 | '12 | '13 | '14 | '15 | '16 | '17 | '18 | '19 | '20 | '21 | '22 | '23 | '24 |
| ------------------------------------------------ | --- | --- | --- | --- | --- | --- | --- | --- | --- | --- | --- | --- | --- | --- | --- | --- | --- | --- | --- | --- | --- | --- | --- | --- | --- | --- |
| The Day Before You Came                          | 76  | 73  | 65  | 65  | 55  | 91  | 65  | 104 | 44  | 57  | 78  | 91  | 139 | 191 | 183 | 133 | 215 | 275 | 273 | 315 | 317 | 327 | 279 | 327 | 310 | 380 |

1. ↑  Een vetgedrukt getal geeft de hoogste notering aan.